# Weisners metod
Inom matematiken är Weisners metod en metod för att hitta genererande funktioner för speciella funktioner genom att använda representationsteori av Liegrupper och Liealgebror, introducerad av Weisner (1955). Den har Truesdells metod som ett specialfall och är essentiellt samma som Rainvilles metod.